# CharitéCentrum Anästhesiologie und Intensivmedizin
Das CharitéCentrum für Anästhesiologie und Intensivmedizin, kurz CC 7, besteht aus der Klinik für Anästhesiologie mit Schwerpunkt operative Intensivmedizin am Campus Benjamin Franklin, der Klinik für Anästhesiologie mit Schwerpunkt operative Intensivmedizin am Campus Virchow-Klinikum und Campus Charité Mitte an der Charité Universitätsmedizin Berlin.

## Geschichte

### Die Anfänge der Anästhesie in Berlin

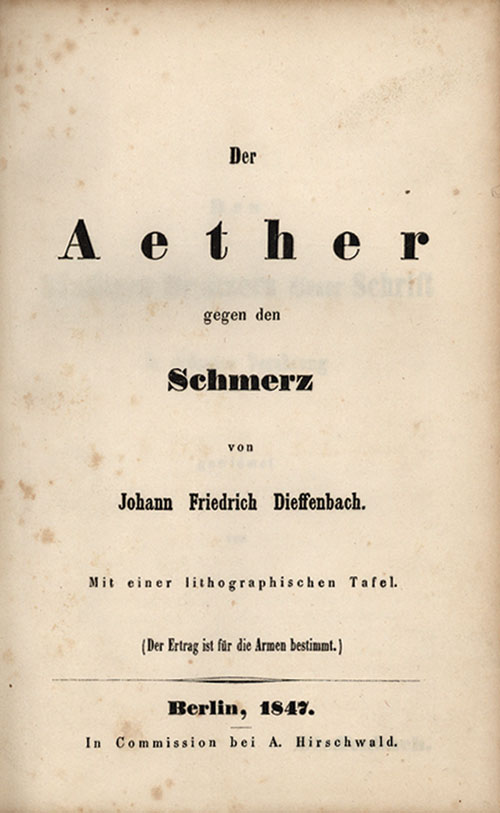
J. F. Dieffenbach: Der Aether gegen den Schmerz, 1847

Die erste Anästhesie in Berlin führte der Orthopäde Heimann Wolff Berend (1809–1873) am 6. Februar 1847 im Gymnastisch-Orthopädischen Institut in der Oranienburger Straße an einem 13-jährigen Mädchen für eine Operation am Knie durch. Am 12. Februar war es Johann Friedrich Dieffenbach, der in der Universitätsklinik in der Ziegelstraße unter Narkose eine Nasenplastik aus Stirnhaut bei einem 16-jährigen Patienten einpflanzte. Johann Friedrich Dieffenbach veröffentlichte fünf Monate später das Buch Der Aether gegen den Schmerz. Erst am 15. Februar führte Johann Christian Jüngken eine Beinamputation an einem 60-jährigen Patienten in der Charité durch. Der dazu verwendete Ätherapparat wurde von dem Prosektor Rudolf Virchow entwickelt, der auch schon Tierexperimente mit Äther durchführte. Curt Schimmelbusch entwickelte 1890 eine Drahtvorrichtung zur Äthertropfnarkose. Nachdem Ernst Julius Gurlt 1890 auf dem deutschen Chirurgenkongress beauftragt wurde, führte er bis 1897 sechs Narkosestatistiken mit insgesamt 300.000 analysierten Narkosen durch. Heinrich Adolf von Bardeleben setzte zunehmend die Prämedikation mit Morphin ein. Carl Ludwig Schleich stellte 1892 auf der 21. Jahrestagung der Deutschen Gesellschaft für Chirurgie in Berlin die Infiltrationsanästhesie vor. Die erste Ätherexplosion in der Charité erlebte Ferdinand Sauerbruch 1937 bei der Verschorfung einer Lunge mit einem Glüheisen. Mit seiner Ablehnung der endotrachealen Intubation behinderte er die Entwicklung der Anästhesie in Deutschland.

### Die Teilung
1950 übernahm Willi Felix den Lehrstuhl von Ferdinand Sauerbruch. Er gründete die erste eigenständige Anästhesieabteilung der Charité im Jahr 1958. Sein Oberarzt Horst Bertram bekam 1958 den Lehrauftrag für Anästhesiologie und übernahm 1961 die Leitung der Zentralen Anästhesieabteilung. 1962 übernahm Hans Joachim Serfling das Ordinariat der Chirurgischen Universitätsklinik. Seinem Oberarzt Manfred Schädlich kam die Aufgabe zu, eine eigene Abteilung für Anästhesiologie und Intensivtherapie aufzubauen, die 1969 eine selbstständige Abteilung im Bereich Medizin wurde. Damit erfolgte die Berufung zum ordentlichen Professor und Leiter des 1. Lehrstuhls für Anästhesiologie und Intensivtherapie der DDR im Bereich Medizin (Charité) der Humboldt-Universität zu Berlin.
In West-Berlin etablierten die Chirurgen Rudolf Hellenschmied und Paul Mellin die ersten Anästhesien unterstützt durch Jean Emily Henley. 1951 kam Otto Heinrich Just aus Heidelberg gleichzeitig mit der Berufung des Chirurgen Fritz Linder an das Klinikum Westend und übernahm die Leitung der Anästhesie. Otto Just, Hans Joachim Harder vom Rudolf-Virchow-Krankenhaus und Lothar Barth aus Berlin-Buch waren 1953 Gründungsmitglieder der Deutschen Gesellschaft für Anästhesiologie und Intensivmedizin (DGAI). Im Jahr 1962 verließ Otto Just Berlin und folgte einem Ruf der Universität Heidelberg auf eine Professur für Anästhesiologie. Nach einer Interimszeit, während der die Anästhesieabteilung von Ulrich Henneberg geleitet wurde, übernahm im Jahr 1963 Ernst Kolb als Extraordinarius die Leitung der Abteilung im Klinikum Westend der Freien Universität und wurde 1967 Ordinarius für Anästhesiologie und Direktor des Instituts für Anästhesiologie der Freien Universität Berlin im Klinikum Charlottenburg. Er wurde 1969 auf den neugeschaffenen Lehrstuhl im Klinikum Steglitz berufen und ging 1972 zum Klinikum rechts der Isar der Technischen Universität München.

### Die Zusammenführung
2005 veröffentlichte der Vorstand das neue Unternehmenskonzept „Charité 2010“ mit der Umstrukturierung und Zusammenfassung von Kliniken in 17 Centren in der alle universitären anästhesiologisch geführten Kliniken zum Centrum 7 (CharitéCentrum für Anästhesiologie, OP–Management und Intensivmedizin an der Charité – Universitätsmedizin Berlin) zusammengeführt werden. Die ärztliche Centrumsleitung hat Claudia Spies als Ordinaria der fusionierten Kliniken von Campus Virchow-Klinikum, dem Campus Charité Mitte und dem Campus Benjamin - Franklin in Steglitz, welche gleichzeitig die Klinikdirektion innehat.